# This Will Destroy You (álbum)
This Will Destroy You es el primer álbum de la banda estadounidense de post-rock This Will Destroy You, lanzado el 29 de enero de 2008 a través de la discografía Magic Bullet Records. 
"The Mighty Rio Grande" se utiliza en la película de 2011 Moneyball y la película de 2015 La habitación.

## Lista de canciones
| N.º | Título                                      | Duración |  |
| 1.  | «A Three-Legged Workhorse»                  | 9:12     |  |
| 2.  | «Villa Del Refugio»                         | 7:06     |  |
| 3.  | «Threads»                                   | 5:41     |  |
| 4.  | «Leather Wings»                             | 3:30     |  |
| 5.  | «The Mighty Rio Grande»                     | 11:18    |  |
| 6.  | «They Move on Tracks of Never-Ending Light» | 6:59     |  |
| 7.  | «Burial on the Presidio Banks»              | 7:44     |  |

## Créditos
This Will Destroy You
- Jeremy Galindo - guitarra
- Raymond Brown - bajo eléctrico, piano
- Chris King - guitarra
- Andrew Miller - batería

Músicos adicionales
- Stephanie McVeigh - violonchelo (pistas 1, 5, y 7)

- Datos: Q7786389